# Jaume Pujagut i Grau
Jaume Pujagut i Grau (Barcelona, 12 d'agost de 1951) és un dissenyador gràfic, escriptor sobre temes de disseny, professor i especialista en arts gràfiques català. És fill i net d'impressor. És professor a les escoles de disseny Bau i Escola Massana, Escola Eina i IDEP.
Va ser comissari de l'exposició Gràfiques Ocultes (2003) juntament amb Oscar Guayabero. Autor del llibre Gurus del disseny (Bau Ed., col·lecció de Disseny., Barcelona, 2008). Coautor del llibre Laus 05. Impulsor de la revista Grrr. Ha publicat escrits en diverses revistes: On, De Diseño, Ardi, Grrr, ADGText, Neo2, Visual, Discòlic, Diseño Gráfico con Mariscal, col·lecció 10 x 14,... Col·laborador en el programa Tendències de COM Ràdio.
El 1999, edita, juntament amb Toni Rubio, el llibre 12" Sleeves: Disco Graphics. El, 2002, és Membre del patronat de la Fundació Comunicació Gràfica, embrió del futur Museu del Disseny, a Barcelona. El 2003, comissaria, junt amb Oscar Guayabero, de l'exposició Gràfiques Ocultes, organitzada per KRTU. Catàleg. De l'octubre de 2005 fins a juliol de 2007: Tots els dijous al vespre (en realitat la matinada del divendres) col·labora amb l'Àngels Bronsoms en el programa Tendències de COM Ràdio, en l'apartat de cultura visual. El 2008, escriu el llibre Gurus del disseny. Vol. 1 publicat per Bau, Editorial de Disseny. Barcelona. ISBN 978-84 612 2857 7. És impulsor de la plataforma "L'Experiència és un Grau" per al reconeixement i homologació dels docents de Disseny al Nou Espai Europeu d'Educació ("pla Bolonya"). Des del 2008, és creador, membre de l'equip i ànima de la Festa del Grafisme, festival independent de disseny gràfic que es realitza a Portbou, Girona.